# 新界區專線小巴403線
新界區專線小巴403線為香港一條由傑記運輸營運的小巴路線，來往石籬邨至沙角邨，擁有極大的客流量。
本線另設立輔助線403P，循環來往石籬（梨貝街）及沙田大會堂，為石籬邨一帶的居民提供取道城門隧道往返沙田區的服務。

## 歷史
- 1992年11月18日：投入服務。[2]
- 2005年8月22日：為配合403A線分拆，本路線增設與403A線的八達通轉乘優惠，並調整班次。
- 2006年4月14日：為配合481A線分拆，本路線增設與481A線的八達通轉乘優惠。
- 2006年5月21日：為配合本線及403A線分拆，新設403X線，本路線不經大圍。
- 2007年3月18日：調整收費，全程收費由$8調整至$8.5，而分段收費則維持不變。
- 2007年6月26日：403線小巴（車牌號碼：MD1044）在城門隧道荃灣出口撞向前方因碰撞而停下的一輛貨車及一輛私家車，私家車司機死亡，另有17人受傷。肇事車輛事後退役。
- 2012年5月13日：調整收費，全程收費由$8.5調整至$9.1，而分段收費則由$2.5調整至$2.7。
- 2013年12月25日：調整收費，全程收費由$9.1調整至$9.6，而分段收費則由$2.7調整至$3.0。
- 2015年8月2日：調整收費，全程收費由$9.6調整至$10.3，而分段收費則由$3.0調整至$3.3。
- 2017年2月26日：403線來往石籬（梨貝街）及沙田大會堂的特別班次獲獨立命名為403P，每天全日服務[3]；原403線雍雅軒往沙田大會堂特別班次亦改由此路線提供；同時增設星期一至五07:30及08:00由石籬邨石安樓開往沙田大會堂的特別班次。
- 2019年1月14日：403線小巴（車牌：LY461）於城門隧道外發生意外，造成1死16傷，意外原因有待調查。
- 2019年5月12日：調整收費，全程收費由$10.3調整至$11.3，而分段收費則由$3.3調整至$3.5。
- 2019年5月19日：增設智能手機程式繳費。[4]

## 用車
此路線全線使用長陣豐田Coaster小巴行走。
| LP4344 | 2004年5LLL | 前新界481系用車 |
| LW77   | 2018年7DL  |                 |
| UY5392 | 2017年6LL  | 前港島4系用車   |
| VG5806 | 2018年7DL  | 前港島8系用車   |
| VH1718 | 2018年7DL  |                 |
| VX3653 | 2019年7DL  |                 |
| VY2679 | 2019年7DL  |                 |
| VZ3297 | 2019年7DL  |                 |
| VZ6922 | 2019年7DL  |                 |
| WC1325 | 2019年7DL  |                 |
| WC154  | 2019年7DL  |                 |
| WD635  | 2025年7DL  |                 |
| WD2932 | 2019年7DL  |                 |
| WD6289 | 2019年7DL  |                 |
| WD9415 | 2019年7DL  |                 |
| WG1343 | 2019年7DL  |                 |
| WG4168 | 2019年7DL  |                 |
| WJ8709 | 2019年7DL  |                 |
| WK6350 | 2019年7DL  |                 |
| WK6387 | 2019年7DL  |                 |
| WL1545 | 2019年7DL  |                 |
| WL4931 | 2019年7DL  |                 |
| ZY9786 | 2025年7DL  |                 |

## 行車路線
403
- 駛經：途經：梨貝街、石排街、圍乪街、大隴街、和宜合道、城門隧道、城門隧道公路、大埔公路 – 沙田段、沙田鄉事會路、源禾路、担杆莆街、白鶴汀街、獅子山隧道公路、大涌橋路、沙角街、沙田圍路、沙田鄉事會路、源禾路、担杆莆街、沙田正街、橫壆街、沙田鄉事會路、大埔公路 – 沙田段、城門隧道公路、城門隧道、和宜合道、大隴街、圍乪街、石排街及梨貝街

403P
- 往沙田大會堂方向，駛經：梨貝街、石排街、圍乪街、大隴街、和宜合道、城門隧道、城門隧道公路、大埔公路 – 沙田段、沙田鄉事會路、源禾路及担杆莆街
- 往石籬梨貝街方向，駛經：担杆莆街、沙田正街、橫壆街、沙田鄉事會路、大埔公路 – 沙田段、城門隧道公路、城門隧道、和宜合道、大隴街、圍乪街、石排街及梨貝街

### 八達通轉乘優惠
- 403/403P ↔ 403A線、481A線：由本路線轉乘上述路線，次程免費。

## 服務時間及班次
403
| 由石籬梨貝街開出 | 由沙田圍開出 | 班次 (分鐘) |
| 每日             | 每日         | 每日        |
| ---------------- | ------------ | ----------- |
| 06:00-23:20      | 06:25-23:45  | 20          |

403P
| 由石籬梨貝街開出 | 由沙田市中心開出 | 班次 (分鐘) |
| 每日             | 每日             | 每日        |
| ---------------- | ---------------- | ----------- |
| 06:10-23:35      | 06:35-00:00      | 6-20        |

403P特別班次
| 雍雅軒開往沙田大會堂 星期一至五開1班車       | 雍雅軒開往沙田大會堂 星期一至五開1班車 |
| -------------------------------------------- | -------------------------------------- |
| 08:15                                        |                                        |
| 石籬邨石安樓開往沙田大會堂 星期一至五開2班車 |                                        |
| 07:30                                        | 08:00                                  |
| 上述2個特別班次 星期六及紅色假期不提供服務   |                                        |